# تیل شائودر
تیل شائودر (انگلیسی: Till Schauder؛ زادهٔ ۱ ژانویهٔ ۱۹۷۱) کارگردان فیلم، و فیلم‌نامه‌نویس آلمانی-آمریکایی است.

## حرفه
تیل شائودر اولین فیلم خود را در سن ۲۵ ساگی، در دانشگاه تلویزیون و فیلم مونیخ ساخت.

## همکاری با شاهین نجفی
وی مستندی به‌نام وقتی خدا خوابه را به‌محوریت شاهین نجفی خوانندهٔ ایرانی کارگردانی کرده‌است. این مستند که در سال ۲۰۱۷ اکران شد، به اعلام فتوای ارتداد علیه شاهین نجفی می‌پردازد.